# Učka

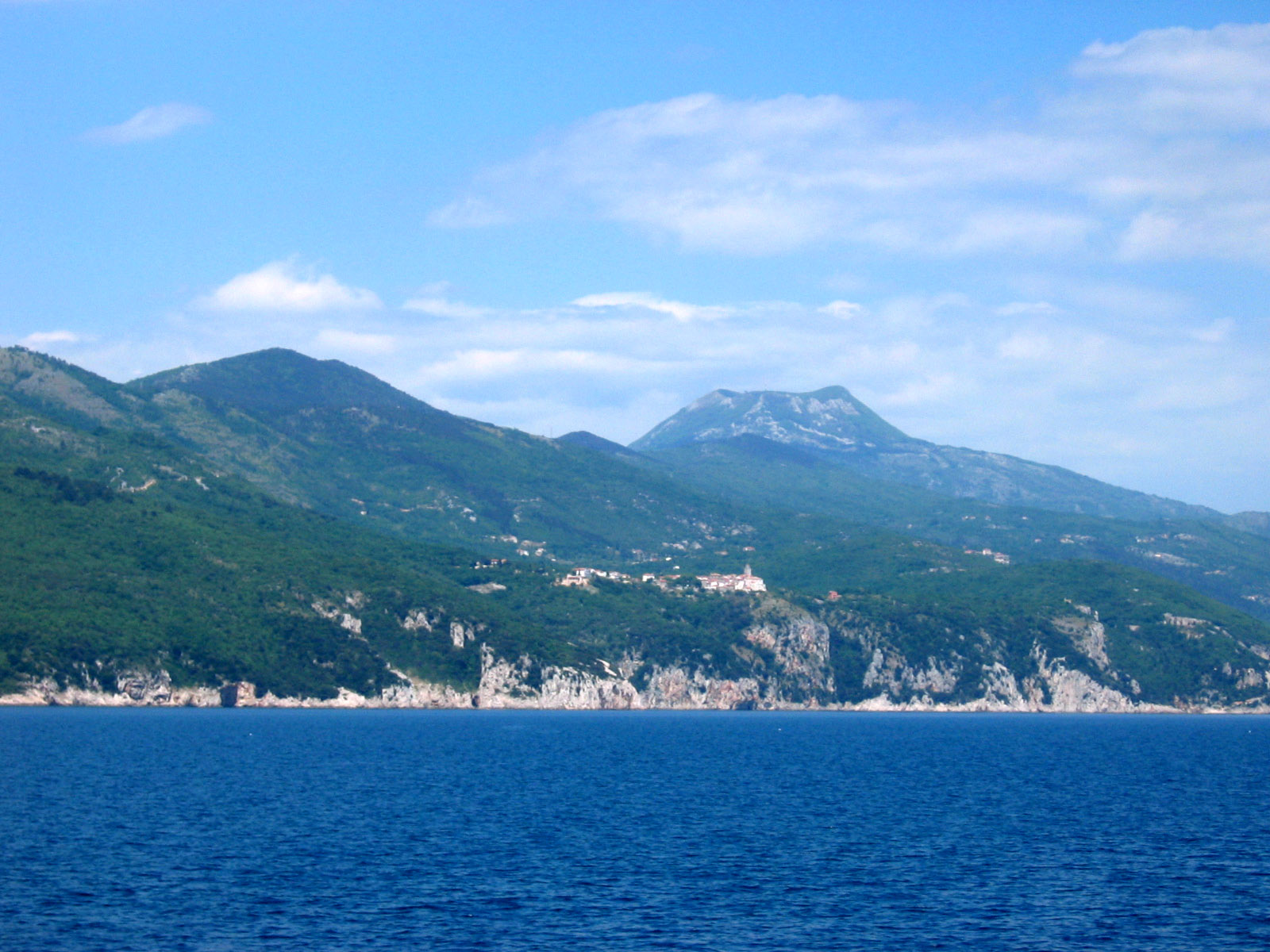
Učka

Učka (italienska: Monte Maggiore) är ett berg i norra Kroatien. Učka reser sig norr om turistorten Opatija i den östra delen av halvön Istrien och är ett populärt utflyktsmål bland turister. Högsta toppen, Vojak, har en höjd på 1 401 m över havet. Från bergets topp ser man ut över hela Kvarnerbukten. Delar av berget utgör naturparken Učka som är ett naturskönt område. 